# Francisco de Assis Furquim de Almeida
Francisco de Assis Furquim de Almeida (Camanducaia, então Jaguari, 5 de dezembro de 1814 — Desengano, 13 de setembro de 1887) foi um advogado e jurista brasileiro.

## Biografia
Formado pela Faculdade de Direito de São Paulo, era filho do capitão Manuel Furquim de Almeida e de Ana Bernardina de Melo, era irmão do Dr. Caetano Furquim de Almeida e de Batista Caetano de Almeida, dentre outros.
Participou da Revolução Liberal ao lado de Teófilo Ottoni em 1842, chefiando junto a Domiciano Leite Ribeiro, futuro Visconde de Araxá, os rebeldes da cidade de São João del-Rei.
Foi Deputado Provincial por seu estado natal.
Posteriormente mudou-se para Vassouras, no estado do Rio de Janeiro, onde exerceu por longos anos a advogacia tornando-se o decano do forum vassourense.
Grande apreciador do Teatro, foi um dos empresários da contratação da famosa artista lírica Augusta Candiani em sua extensa temporada vassourense.
Foi Mordomo e Escrivão da Santa Casa de Misericórdia de Vassouras em diversas administrações, e um dos responsáveis pelo sepultamento, em 1859, do judeu Benjamim Benatar, seu amigo, compadre e sócio nos empreendimentos teatrais, nos jardins da instituição, fato que propiciou, mais de um século depois, a criação do atual Memorial Judaico de Vassouras.
Citado nas obras do jurista Candido Mendes de Almeida, deixou escrito uma resenha biográfica de seu irmão, o jornalista e benemérito Batista Caetano de Almeida. Suas memórias, cuja redação ocupou grande parte de sua velhice ficaram inacabadas e os originais foram perdidos.
Casou com Mariana Isabel de Lacerda Werneck (1831 - 1920), filha do Barão de Pati do Alferes. Foram pais de numerosos filhos, dentre os quais os médicos Dr. Francisco Furquim Werneck de Almeida e Dr. Caetano Furquim Werneck de Almeida e das filhas Rosa Furquim Werneck de Almeida, mulher do médico Dr. João Carlos Mayrink, Visconde de Mayrink, e de Carolina Furquim Werneck de Almeida, mulher do médico e escritor Egídio de Sales Guerra.
Faleceu na fazenda da Concórdia, na estação de Juparanã, propriedade de sua filha Constança Werneck de Almeida Avellar por ocasião de uma epidemia de pneumonia infeciosa.